# Война за веру: Последний повстанец (фильм, 1947)
«Война за веру: Последний повстанец» (чеш. Jan Roháč z Dubé) — чехословацкий исторический фильм, снятый режиссером Владимиром Борским по мотивам произведения Алоиса Йирасека. Это был первый цветной фильм Чехословакии. Премьера состоялась 28 марта 1947 года в Праге. На премьере присутствовал президент Чехословакии 
Эдвард Бенеш.
Чешское название фильма: «Ян Рогач из Дубы»  или  просто «Ян Рогач». В англоязычном прокате — "Warriors of Faith" (Воины веры).

## Сюжет
После поражения в битве у Липан (1434) радикальные гуситы — табориты объединяются вокруг своего лидера Яна Рогача. Он вместе со своими последователями укрепляется в крепости Сион, и, оказывает отчаянное сопротивление императору Сигизмунду. Имперские войска осаждают крепость. Ян Рогач попадает в плен.  Его казнят по приказу Сигизмунда. Казнь Яна Рогача вызывает возмущение у чешского народа, приведшую к очереднему восстанию, в ходе которого Сигизмунд вынужден бежать.

## В ролях
- Отомар Корбеларж — Ян Рогач из Дубы
- Ладислав Богач — Ян Рокицана
- Эмиль Болек — Пускар Зелени
- Феликс ле Брё — Вышек Рачицкий
- Отто Чермак — император Сигизмунд
- Рудольф Дейл — Хрдинка
- Густав Экл — Орсаг
- Лилли Годачова — Людмила
- Франтишек Кульганек — Птачек из Пиркештейна
- Антони Курс — кнез Якуб Влк
- Богумил Махник — кнез Амброз Градцкий
- Виктор Неедли — кнез Мартин Простредек
- Виктор Осачек — Филиберт
- Карел Павлик — князь Прибрам
- Теодор Пиштек — Вельвар
- Иржи Плахи — Розмберк
- Войтех Плахи-Тума — кардинал Паломар
- Ярослав Войта — Бабо
- Гермина Войтова — таборитка
- Алесь Подгорский — Менхарт
- Карел Ринт — Бедржих из

Стражнице
- Франтишек Зальцер — канцлер Слик
- Ярослав Сеник — Борек
- Франтишек Матеёвски - Чапек из Сан
- Алоис Дворски — слуга Сигизмунда
- Ярослав Штерцл — ученик
- Милош Копецкий — ученик
- Йозеф Блага — ученик
- Зденек Боровец — Збышек
- Иржи Оувин — студент Венеамин

В эпизодах
Франтишек Марек, Франтишек Голар, Антонин Сукуп, Йозеф Хоранек, Фрэнк Роуз-Рузицка, Милуша Зубкова, Ф.Кс.Млейнек, Мария Птакова, Милош Линка, Илона Кубаскова, Войтех Загорик, Юлий Бата, Владимир Борский, Ян Кюхмунд.

## Съемочная группа
Режиссер: Владимир Борский.
Сценаристы: Алоис Йирасек, Владимир Борский.
Композитор: Отакар Еремиаш.
Оператор: Ян Сталлих.
Монтажер: Ян Кохаут.
Дизайнер производства: Ян Зазворка.
Художники: Мирослав Граховец, Ян Пацак.
Дизайнер по костюмам: Йозеф Матей Готтлиб.
Гримеры: Франтишек Нестлер, Йозеф Павлик.
Менеджер производства:
Богумил Смида.
Звукорежиссер: Эмануэль Форманек.
Музыкальный отдел:
Симфонический оркестр, Отакар Еремиаш,Отакар Парик.
Прочие: Иржи Себор, Карел Фейкс.

## Дистрибьютеры
- Státní Pujcovna Filmu (1947, Чехословакия, кинотеатр)
- Przedsiebiorstwo Panstwowe Film Polski (1949, Польша, кинотеатр)
- Ceskoslovenský Filmexport (все медиа)
- Filmexport Home Video s.r.o. (все медиа)